# Streptanthus oblanceolatus
Streptanthus oblanceolatus är en korsblommig växtart som beskrevs av T.W. Nelson och J.P. Nelson. Streptanthus oblanceolatus ingår i släktet Streptanthus och familjen korsblommiga växter. Inga underarter finns listade i Catalogue of Life.